# Monsieur Teste
Monsieur Teste ist eine von Paul Valéry erfundene Figur, die erstmals in seinem 1896 veröffentlichten Romanfragment La Soirée avec Monsieur Teste („Der Abend mit Herrn Test“) erschien. Dieses Fragment wurde zusammen mit drei anderen, bereits kurz zuvor veröffentlichten Fragmenten und einem Vorwort 1926 als essayartiger fünfteiliger Prosazyklus unter dem Titel M. Teste veröffentlicht und 1946 um weitere Fragmente ergänzt. Die Figur erscheint auch in anderen Texten und in der kritischen Ausgabe von Valérys Cahiers 1894–1914. Teste ist eine Symbolfigur der abendländischen Rationalität (fast) ohne Emotionen, persönliche Einstellungen und Lebenswelt, sozusagen ein auf das Denken und das Denken des Denkens reduzierter „Mensch ohne Eigenschaften“, der – bis hin zur Augenfarbe – autobiographische Züge Valérys trägt und als dessen imaginierter Gesprächspartner zugleich Valérys unausgeschöpfte Potenziale spiegelt.

## Entstehung
Das Fragment von 1896 ist das Resultat einer entschiedenen Abkehr des jungen Paul Valéry von der bis dahin präferierten Lyrik, den „vagen“ und „unreinen“ Dingen und den äußeren Beziehungen der Menschen, die ihm Ekel erregen, und seiner Hinwendung zum klaren Denken „in freiwilliger Einsamkeit“. 1892 ging er durch eine intellektuelle Krise, wandte sich von Mallarmé und Rimbaud ab und zeigte  sich tief beeindruckt von den neuen Ergebnissen der Naturwissenschaften und der Mathemantik. Auch die inneren Prozesse des Menschen ließen sich naturgesetzlich erklären. Er sei nunmehr „von dem akuten Leiden Präzision befallen“. Valéry zeigt sich beeinflusst von Edgar Allan Poes Essay The Philosophy of Composition (1842), in dem Poe die Ansicht vertritt, dass der Prozess guten Schreibens methodisch, analytisch und präzise verlaufe, aber nicht spontan oder intuitiv. Auch beschäftigte ihn das Phänomen der Persönlichkeitsspaltung und des Verhältnisses von inneren und äußeren Stimmen (wobei die äußeren Stimmen den gesellschaftlichen Anpassungsdruck verkörpern). Valérys Fragment ist also auch eine Folge seiner Auseinandersetzung mit dem Positivismus, obwohl er stets pessimistisch hinsichtlich der Möglichkeit objektiver Erkenntnis blieb. Valéry wohnte in Montpellier angeblich im gleichen Haus (und lässt auch seine Kunstfigur Monsieur Teste darin wohnen), in dem auch Auguste Comte gewohnt haben soll. Nach fast 30 Jahren nahm Valéry diesen Faden wieder auf und erweiterte den Text. Zu diesen 1926 hinzugefügten Texten gehören Lettre d'un ami („Brief eines Freundes“, einzeln zuerst 1924 veröffentlicht), Lettre de Madame Émilie Teste („Brief von Frau Émilie Teste“, 1924), Extraits du Log-Book de Monsieur Teste („Auszüge aus dem Logbuch von Herrn Teste“ mit Reflexionen, Aphorismen und Gedichten, 1925) und Préface („Vorwort“, 1925, ursprünglich für die englische Ausgabe vorgesehen). Der „Brief eines Freundes“ erschien bereits 1926 in deutscher Übersetzung von Max Rychner und zusammen mit den anderen Texten 1927.
1945 erschien eine bibliophile Ausgabe mit zehn Zeichnungen des Autors. Die postum letzte französische Ausgabe von 1946 wurde durch fünf weitere fragmentarische Texte ergänzt. Drei davon stammen aus den Cahiers; dort spricht der Autor als Monsieur Teste. Weitere französische Ausgaben erschien 1960 (Œuvres Bd. 2) und 1978 bei Gallimard sowie 2020 (unter dem Titel Le Cycle de Monsieur Teste). Darüber hinaus wurde die deutsche Ausgabe im Inselverlag (1992) um den kurzen Text La Vengeance de Monsieur Teste („Die Rache der Monsieur Teste“) aus Valérys eigenen Reflexionen in den Cahiers von 1894 erweitert.

## Inhalt
Der Text beinhaltet ein Minimum an äußerer Handlung, hingegen viele Beobachtungen und Reflexionen. Monsieur Teste ist auch für den Autor, der im ersten Text von 1896 eine Begegnung mit ihm beschreibt, nur schwer greifbar. Teste, etwa 40 Jahre alt, besitzt seit 20 Jahren keine Bücher mehr und befasst sich hauptsächlich mit Zahlen. Sein Mobiliar ist spärlich und unpersönlich, sein Liebesleben armselig. Körperlichen Schmerz kann er nicht bewältigen. Um des reinen Geistes willen sondert er sich hochmütig von der kultivierten Gesellschaft und deren passiver Hingabe an die Schönheit ab. Alles Persönliche verkörpert für ihn nur „Dummheit“, es sind Lappalien. Der berühmte Eingangssatz zu La Soirée avec Monsieur Teste lautet: „La bêtise n'est pas mon fort“ („Dummheit ist nicht meine Stärke.“) Im „Brief eines Freundes“ ist die Stimme des Autors kaum von der des Monsieur Teste zu unterscheiden; ob der Brief wirklich an Teste gerichtet ist, bleibt unklar. Die Kämpfe der Pariser Intellektuellen, die sich nur um Worte drehen, bewegen sich für Teste (und offenbar auch für den Autor) in einer Scheinwelt; sie sind von Selbstsucht, Originalitätssucht und Größenwahn bestimmt. Er hebt sich davon durch seinen asketischen Willen zur Selbstgenügsamkeit ab. Der Brief der beunruhigten Ehefrau – der Autor wundert sich, als er erfährt, dass Monsieur Teste überhaupt geheiratet hat – betrachtet ihren Ehemann aus der Perspektive der geistig Unterlegenen als „gottlosen Mystiker“, der sich dem Bösen wie dem Guten entzieht.
Erst im „Logbuch“ vernimmt man die Stimme des Monsieur Teste selbst. Alles Individuelle steht für ihn der Verallgemeinerung im Wege, alle Bekundungen von Emotionen seien zufällig und ohne Wert. Die „Illusionen des Künstlers und Autors“ seien „auszurotten“. Nur die radikale Selbstkritik, die erbarmungslose Kenntnis der eigenen Schwächen führten zur Wahrheit. Im „Dialog“-Fragment kritisiert Teste die Begeisterung, die als solche nicht der Logik unterworfen sei. Humanität und Gerechtigkeit seien unreflektierte Konventionen. Im Fragment „Für ein Porträt des Monsieur Teste“ wird die Nicht-Darstellbarkeit von Monsieur Teste betont: Es gebe kein gesichertes Porträt von ihm. Er sei eine psychologische Aberration, „eine Art überschaumende innere Energie“. In „Einige Gedanken des Monsieur Teste“ wird seine streitbare und kriegerische Seite hervorgehoben. Er befindet sich im Krieg mit allem, was gefühlsbetont ist, aber diese Anfeindungen stärken nur seine Fähigkeit zur Selbstkritik. Testes radikale Mentalität sieht in den Menschen Maschinen oder Tiere. Nur einmal habe er Emotionen gezeigt, und zwar Rachsucht. Im Schlussteil „Ende des Monsieur Teste“ gelangt er durch den Tod von „Null nach Null“ – er wird ausgelöscht. Das Leben kehre vom Bewusstlosen und Empfindungslosen wieder zum Bewusstlosen und Empfindungslosen zurück.
Der Name des Monsieur Teste setzt sich aus testis (lat.: Zeuge) und tête (frz. Kopf) zusammen. Der Kopfmensch Teste ist ein Anti-Held, der jenseits aller subjektiven Trübung reines Sehen und reines Denken verkörpert und sich durch Abgrenzung und Verweigerung definiert. Er ist lebens- und menschenfeindlich, weil das Leben ihn in seinen Möglichkeiten, in der äußersten Potenzialität des Denkens, die er fortwährend zu steigern sucht, nur einschränkt. Als Vertreter intellektueller Askese trägt sowohl antisozial-arrogante als auch weise (sokratische) und selbstironische Züge. Da das Denken und das Denken des Denkens nie abgeschlossen ist und erst durch den Tod ins Nichts übergeht, ist auch der Aufbau des Werks prinzipiell nie abgeschlossen. Die lockere Form erlaubt fast beliebige Einfügungen; der ästhetische und philosophische Gehalt des Textes kann sich für jeden Leser auf andere Weise offenbaren.
Der Text bezieht eine Gegenposition zum um 1900 vorherrschenden literarischen und künstlerischen Ästhetizismus, der genusshaften Wirklichkeitsbetrachtung, wie sie den Symbolismus kennzeichnet. Er verweist auf den „vordringenden Menschentyp des rationalen Technikers“, der selbst Ergebnis und Voraussetzung der modernen antimetaphysischen technischen Zivilisation ist; er nimmt den „Mann ohne Eigenschaften“ des modernen Romans vorweg, der Emotionen für Konstruktionsfehler des Menschen hält und jede gesellschaftliche Verantwortung zurückweist. „Testes Intellekt bleibt ein privater, und das ist das melancholische Geheimnis des Herrn Teste“.

## Deutung

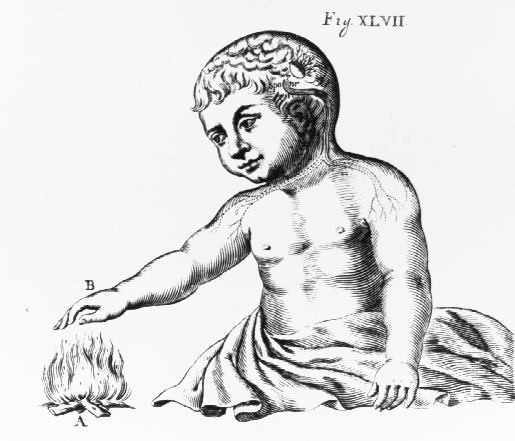
„Leiden ist eine Idee wie andere auch“: Paul Valéry versteht den Menschen als denkendes Wesen einerseits und als durch externe Reize gesteuertes, aber emotionsloses Reflexwesen andererseits. Illustration aus Descartes De homine (Traité de l’homme)

Der Mensch ist für Monsieur Teste wie für Decartes’ (in De homine) nur ein Tier oder eine emotionslose mechanische Maschine. Wenn er sich von außen betrachte, sei er in der Lage, sich selbst und seine inneren Vorgänge als „erschreckend einfaches System“ zu verstehen. Michel Tournier sieht den Essay aufgrund dieses Ansatzes in der Nachfolge des cartesianischen Denkens, das methodisch nachgelebt werden muss; Monsieur Teste folgt also der Logik des Discours de la méthode. So wie Robinson Crusoe in seinem Logbuch die methodisch-akribisch die Arbeiten auf seiner Insel beschreibt, beschreibe Valéry die Arbeit an seinem Essay in Monsieur Testes Logbuch.
Für Peter Buerger ist Valéry der „unbedingte Modernist, der das cartesianische Projekt der Unterwerfung der Welt unter das Subjekt durch eine Praxis der Selbstunterwerfung ergänzt und Descartes' Indienstnahme der Leidenschaften noch überbietet“. Daniel Simond sieht ihn als eine Verkörperung des Übermenschen Friedrich Nietzsches an. Für Karl Löwith lässt die Figur des Monsieur Teste die Brüchigkeit der Welt der Konventionen und dem Konflikt zwischen dem Geist und der Animalität und Simplizität des elementaren Lebens erscheinen.
Monsieur Teste zeuge mit seiner universalen Skepsis und seinen absurden Exzessen aber auch vom „Hang zur Selbstvernichtung“, vom „Heil der Destruktivität in einer Welt, die von konstruktiven Werten und Idealen schwafelt“, konstatiert Bernhard Böschenstein.

## Rezeption
In Frankreich erschwerte Valérys Ruf als symbolistischer Dichter seinerzeit die Rezeption des Buches. Rainer Maria Rilke würdigte das Buch als äußerst konzentrierte „Essenz“ eines Romans. Auch Walter Benjamin und Ernst Robert Curtius versuchten Valéry in Deutschland bekannt zu machen. Jedoch blieb eine breite Rezeption wegen der Sprachbarriere und der politischen Spannungen in den 1920er und 1930er Jahren aus und setzte erst Ende der 1950er Jahre ein, und zwar erst nachdem der französische Existenzialismus rezipiert war. Seither wird Monsieur Teste als Prototyp der Moderne gedeutet; oft wird er zur Ahnenreihe des Strukturalismus gezählt. Zumindest steht das Buch dem von Wilhelm Wundt begründeten psychologischen Strukturalismus nahe, wonach bewusste Erfahrung in einzelne Grundelemente zerlegt werden kann. Die Beziehungen Valérys zum Poststrukturalismus sind bisher kaum thematisiert worden, obwohl das Verschwinden des Subjekts doch ein explizites Thema des Buches ist.